# Tour dels Fiords
El Tour dels Fiords (oficialment Tour des Fjords) és una competició ciclista per etapes que es disputa anualment a Noruega. Creada el 2008 com a Rogaland Grand Prix, era una cursa d'un dia. El 2013, va passar a ser d'etapes i va canviar el nom. Forma part del calendari de l'UCI Europa Tour amb una categoria de 2.1.

## Palmarès
| Any                 | Vencedor             | Segon                | Tercer             |
| ------------------- | -------------------- | -------------------- | ------------------ |
| Rogaland Grand Prix |                      |                      |                    |
| 2008                | Michael Tronborg     | Alexander Kristoff   | Alex Rasmussen     |
| 2009                | Håvard Nybø          | Rikke Dijkhoorn      | Svein Erik Vold    |
| 2010                | Vitali Popkov        | Nikola Aistrup       | Michael Hepburn    |
| 2011                | Frederik Wilmann     | Magnus Børresen      | Daniel Holm Foder  |
| 2012                | Antonio Piedra       | Sep Vanmarcke        | Simon Clarke       |
| Tour dels Fiords    |                      |                      |                    |
| 2013                | Sergey Chernetskiy   | Lars Petter Nordhaug | Zico Waeytens      |
| 2014                | Alexander Kristoff   | Magnus Cort Nielsen  | Jérôme Baugnies    |
| 2015                | Marco Haller         | Søren Kragh Andersen | Michael Olsson     |
| 2016                | Alexander Kristoff   | Michael Schär        | Nick van der Lijke |
| 2017                | Edvald Boasson Hagen | Dries Van Gestel     | Timo Roosen        |
| 2018                | Michael Albasini     | Bjorg Lambrecht      | Pim Ligthart       |